# Миронов, Владимир Георгиевич
Владимир Георгиевич Миронов (1939—2007) — доктор наук, профессор, декан факультета автоматики и вычислительной техники Московского энергетического института.

## Биография
После окончания школы в 1956 поступил в Московский энергетический институт, который окончил с отличием в 1962 году по специальности инженер-электрик. Работал в Волжском филиале МЭИ.
В 1966—1969 обучался в аспирантуре Московского энергетического института, которую завершил защитой кандидатской диссертации по синтезу активных электронных схем. Затем работал на заводе — ВТУЗе МЭИ (Фрязино Московской обл.) начальником учебной части, проректором и исполняющим обязанности ректора.
С 1972 — доцент кафедры ТОЭЭФ, в 1980—1995 — заведующий кафедрой электрофизики, в 1984—1995 — декан факультета автоматики и вычислительной техники, с мая 1995 — профессор кафедры электрофизики Московского энергетического института.
В 1984 защитил докторскую диссертацию на тему «Оптимальное проектирование микроэлектронных частотно-избирательных цепей»; в 1985 присвоено ученое звание «профессор».
С 1996 — член редколлегии журнала «Электричество».

### Педагог
Блестящий лектор. За 45 лет педагогической деятельности читал курсы лекций по дисциплинам: «Теоретические основы электротехники», «Электроника и микросхемотехника», «Автоматизация проектирования информационных систем», «Машинно-ориентированные методы анализа электрических и электронных цепей», «Синтез электронных схем», «Теоретические основы современных технологий цифровой обработки сигналов», «Цифровая обработка многомерных сигналов».

### Научная деятельность
Известен как крупный специалист в области теории схемотехнического проектирования электрических цепей, его результаты признаны как перспективное научное направление.

Достижения:
- разработал теоретические методы и алгоритмы аппроксимации частотных характеристик аналоговых, дискретно-аналоговых и цифровых электронных устройств с оптимизацией стабильности,
- предложил методы структурного и параметрического синтеза электронных многополюсников, нашедших широкое применение в серийной аппаратуре — речепреобразующих устройствах, системах вокодерной связи и т. д.,
- создал новые методы анализа и моделирования аналоговых и дискретноаналоговых цепей, в том числе методы формирования и решения дифференциальных разностных уравнений состояния сложных схем по уравнениям подсхем,
- развил теорию кусочно-линейных цепей с постоянной и периодически изменяемой структурой,
- разработал оригинальные методы и алгоритмы анализа переходных, периодических и колебательных режимов кусочно-линейных цепей,
- предложил новые методы центрирования области работоспособности, способы рационализации расчета вероятностных характеристик аналоговых и дискретно-аналоговых цепей с целью ускорения решения задачи оптимизации выхода годных интегральных схем.

Опубликовал более 200 работ, подготовил 4 докторов и более 20 кандидатов наук.

## Награды и признание
- Орден «Знак Почёта»
- Государственная премия СССР (1979)
- Заслуженный деятель науки Российской Федерации (2005)
- Действительный член и вице-президент отделения «Информационные средства и технологии» Международной академии информатизации
- Действительный член и вице-президент отделения «Теоретическая электротехника» Российской академии электротехнических наук.